# Kiedy wstanie dzień
Kiedy wstanie dzień (oryg. Кад сване дан) – serbsko-chorwacko-francuski film fabularny z 2012 roku w reżyserii Gorana Paskaljevicia.

## Opis fabuły
Bohaterem filmu jest emerytowany profesor muzyki, Miša Brankov który niespodziewanie dowiaduje się o swoim prawdziwym pochodzeniu. W miejscu, gdzie znajdował się w czasie II wojny światowej obóz dla ludności żydowskiej zostaje znalezione metalowe pudełko, które w 1941 zakopał jeden z więźniów - Isaac Weiss. Oprócz osobistych dokumentów w pudełku umieszczono początek utworu muzycznego „Kiedy wstanie dzień”, którego Weiss nie zdążył ukończyć. Miša Brankov, który jak wynika z dokumentów był synem Weissa odkrywa prawdę o obozie i pragnie ukończyć rozpoczęty utwór.

## Obsada
- Mustafa Nadarević jako profesor Miša Brankov
- Mira Banjac jako Ana Brankov
- Zafir Hadžimanov jako Marko Popović
- Predrag Ejdus jako rabin
- Meto Jovanovski jako Mitar
- Toma Jovanović jako Najfeld
- Rade Kojadinović jako Kosta Brankov
- Olga Odanović jako Izbeglica
- Nada Šargin jako Marija
- Ana Stefanović jako Hana
- Čarni Derić jako Isaac Weiss

## Nagrody i wyróżnienia
- Międzynarodowy Festiwal Filmowy w Palm Springs 2013
  - wyróżnienie w kategorii Bridging the Borders
- Kandydat Serbii w do nagrody Amerykańskiej Akademii Filmowej w kategorii najlepszego filmu nieanglojęzycznego (nie uzyskał nominacji).